# Siniec (województwo warmińsko-mazurskie)
Siniec (niem. Blaustein) – wieś w Polsce, położona w województwie warmińsko-mazurskim, w powiecie kętrzyńskim, w gminie Srokowo.
W latach 1975–1998 miejscowość położona była w województwie olsztyńskim.

Wieś położona jest przy drodze wojewódzkiej nr 650.

## Nazwy wsi
Nazwa wsi wiąże się z głazem narzutowym, który leżał na granicy między wsią a folwarkiem i służył jako miejsce straceń, przypuszczalnie jeszcze w czasach pogańskich Prusów. Pierwotnie wieś nazywała się Plawenstein od nazwiska Heinricha von Plauen, który był prokuratorem Barcian. Później wieś nazywała się Blaustein. Wieś w 1945 nazywała się Kamienna, a od 1946 nosi nazwę Siniec.
| SIMC    | Nazwa               | Rodzaj                 |
| ------- | ------------------- | ---------------------- |
| 0488579 | Dolny Siniec        | część wsi              |
| 0488585 | Różanka-Leśniczówka | część wsi (do 2023 r.) |
| 0488591 | Rypławki            | część wsi              |
| 0488600 | Siniec-Cegielnia    | część wsi              |
| 0488616 | Sińczyk-Leśniczówka | część wsi (do 2023 r.) |

## Historia do XVIII w.
Pierwotnie wieś istniała jako folwark prokuratorów krzyżackich z Barcian.
Wieś lokowana była na prawie magdeburskim pod koniec XIV w. na 50 włókach. Osadnicy płacili czynsz w wysokości pół grzywny i dwóch kur z każdej włóki.
W 1656 wieś spalili Tatarzy posiłkujący wojska hetmana Gosiewskiego. Właścicielem wsi w tym czasie był pułkownik von Klingsporn. Właścicielem Sińca od 1764 był Theodor von Hatten.

### Kościół
W Sińcu był kościół. Publikacje podają, że powstał on w czasach krzyżackich, ale nie ma go w wykazach parafii i kościołów filialnych ujętych w ramach archiprezbiteratów warmińskich. Po reformacji w latach 1662–1739 nabożeństwa odprawiano tu w języku polskim. Kościół został rozebrany w 1765. Dzwony z kościoła w Sińcu przekazano do Czernik. Siniec przez dłuższy czas należał do parafii w Czernikach. Kościół w Sińcu znajdował się na początku wsi, na lewo od drogi z Nowej Różanki do Srokowa.

## Siniec od XIX w.
We wsi znajduje się dwór z przełomu XIX i XX w. W latach 20. XX w. w Sińcu był majątek ziemski o powierzchni 1100 ha. Jego właścicielem był Edwin Langenstrassen. W tym czasie funkcjonowała tam cegielnia, do której dochodziła kolej wąskotorowa. W Sińcu powstała też kopalnia odkrywkowa torfu ze złóż położonych na wschód od wsi. Dzięki zmechanizowaniu prac produkcja dzienna brykietów wynosiła 100 tys. sztuk. Brykiety wykorzystywano jako paliwo w miejscowej cegielni, a część produkcji była sprzedawana. Brykiety z torfu wywożono kolejką wąskotorową do stacji kolejowej w Radziejach.
Po II wojnie światowej w budynku cegielni miejscowe Kółko Rolnicze prowadziło tucz trzody chlewnej – w 1974 było tu 1000 tuczników.
Siniec w 1945 przez krótki okres był siedzibą gminy. W Sińcu od 1945 funkcjonowała szkoła podstawowa, później również jako ośmioklasowa. Po jej likwidacji dzieci z Sińca dowożone są do szkoły w Solance.
W Sińcu w 1817 było 211 mieszkańców, w 1939 – 462 i w 1970 – 387.